# デッドマウント・デスプレイ
『デッドマウント・デスプレイ』（DEAD MOUNT DEATH PLAY）は、原作：成田良悟、作画：藤本新太による日本の漫画作品。『ヤングガンガン』（スクウェア・エニックス）にて、2017年21号から連載中。略称は「DMDP」。2022年11月時点で単行本の累計発行部数は55万部以上を記録している。単行本に収録されている書下ろし小説で、主人公である屍神殿の去った後の異世界側の話も同時進行している。
また、原作者によって怪人ソリティアを主人公とした小説『「デッドマウント・デスプレイ」外伝 怪人ソリティアの神仙偽術』が、同誌の2023年10号に先行公開された後、同年5月8日からマンガUP!（同社）で連載中。同年11月25日からは同じ掲載元にて栖上ヤタの作画によりコミカライズされている。

## あらすじ
とある異世界。『災厄潰し』と呼ばれる英雄シャグルアと、希代の死霊使い（ネクロマンサー）『屍神殿』が激突。世界の命運をかけた戦いの果て、戦場は光に包まれた。
そして現代の新宿で1人の少年が目覚めた。彼の名は四乃山ポルカ。首に深い傷を負って死んだ筈だったが、その体には別人の記憶が宿っていた。どうやら異世界での戦いの末に転生したらしい。全く違う世界の様子に戸惑うポルカだったが、彼は殺し屋に狙われていた。人殺しを楽しむ殺人鬼・崎宮ミサキの執拗な追撃に追い詰められるポルカ。だが、死の気配に満ち溢れたビルの中で彼は己の力を取り戻した。圧倒的かつ異質な力でミサキを殺したポルカは、彼が理想としていた「子供が大事にされる平穏な世界」で生きようと誓うのであった。
一方、転生先の異世界では無事だったシャグルアに、屍神殿の魂がこの世界から完全に消滅したとの報告が届いていた。それでもシャグルアの胸には一抹の不安が過る。屍神殿の魂は別の世界に飛ばされたのではないかと。また屍神殿の残した日記を目にしたシャグルアは、ゲルドウッド教団の裏の顔を知り疑念を抱く。独自に書庫などを調べて教団の腐敗を確信した彼は、教団に見切りをつけ出奔する。

## 登場人物
声の項はテレビアニメ版における声優。

### 主要メンバー
四乃山 ポルカ（しのやま ポルカ）
声 - 榊原優希
本作の主人公。16歳の細身の少年。何者かの依頼を受けたミサキに暗殺された直後、その肉体に屍神殿が宿って復活。魂がまだその身体に残っていたため、傍にあったドローンに憑依させることで保護された。そのため実際にはまだ死亡していない。以降は肉体を屍神殿に貸し、自身はドローンやら鮫のぬいぐるみといった別の依り代に魂を移して共に生活している。自身を殺したミサキを許したり、自身の体を使う屍神殿に文句の一つも言わないなど、度を越したお人好し。実は大手企業グループ四乃山財閥当主の次男坊である。
彼の母親には秘密があり、実はただの人間ではない。母である四乃山カノンは地球側の人間ではなく異世界側の人間であり、屍神殿の母でもあったため異父弟にあたる。屍神殿がこの体に転生出来たのは、彼と同じ血を引く家族だったからという事がシヴィル・サバラモンドの発言より判明した。ポルカが屍神殿のように精霊や魂などが見えている理由もレドラジャルフの血に起因する。
屍神殿（かばねしんでん）
声 - 榊原優希
稀代の死霊使い（ネクロマンサー）。かつて存在したバャディ帝国の宮廷魔術師第四席だった。その力は凄まじく、世界を滅ぼすほどの災厄となったため英雄シャグルアに討伐された。生まれつき霊の姿が見える″亜眼″を持っている。本名は別にあるが、彼の抱える罪悪感により名乗ることを善しとせず、日本語ではうまく発音が出来ないという「言い訳」で秘密にしていた。その本名はリズディルシア・レドラジャルフといい、「精霊眼」を持ち異世界でも有名な一族である長命種レドラジャルフの血を引く。また「皇帝殺し」の罪人とも呼ばれる。切り札として、かつて死別した宮廷魔術師団の仲間たちと契約を交わしており、その中には自身が殺めてしまった皇帝フラムも含まれる。
結果として世界の災厄と化したが、元々の動機は子供が犠牲にならず平穏に暮らせる世界を求めていた。全ての命は自分の玩具だと断言し敵対者の命を奪うことを躊躇しないが、一方で玩具は子供を笑わせられる物だから大事だと語り、粗末にする者は誰であっても決して許さないという独特な思想を持つ。これは玩具というものに対する考え方が一般と彼で大きく異なるためで、彼の中で玩具と命は等価。要するに彼の思想を分かりやすく言い換えると、命は大事なもので粗末にする奴は許さないという正義感を持つことになる。
前述の通り子供に対しては特に強い感情を持っている。静かに平穏に暮らすことが最大の望みだが、その為には多くの金が必要であると知り、普段はミサキをアシスタントに占い師として生計を立てている。 新しい依り代さえあればすぐにでもポルカに身体を返すことが出来るが、四乃山呂算の依頼で暗殺の首謀者が判るまでは彼を守るため身体を借り続けている。
後になぜこの身体に転生出来たかが判明。転生術のただ一つの発動条件に「自分と同じ一族の新鮮な死体に憑依する」を設定してあったためで、同じ母親の血を引く弟が絶命したためであった。
崎宮 ミサキ（さきみや ミサキ）
声 - 水瀬いのり
本作のヒロイン。長い髪を編み上げ、セーラー服を着てメガネを掛けている。巨乳。羞恥心がほとんどなく、ポルカの前でも平気で着替える。
ポルカの身体で復活した屍神殿のせいで暗殺に失敗したと思い、再度襲撃するが返り討ちにされて死亡。異世界人なら耐えていた程度の攻撃であっさり死んだ彼女に焦ったポルカにより、眷属の屍人（ゾンビ）として復活させられた。ゾンビとはいえ、その身体は魔術による防腐と肉体修復の効果により保全されて単に心臓が動いていないだけであり、見た目は生前と変わりない。また現在の境遇も特に気にしていない。むしろ副産物として高い再生力と生身の限界を超えた身体能力を得たことに喜んでさえいる。魂も綺麗な身体も揃っているため蘇生魔術を掛ければ人として生き返れるようだが、この世界に魔術はないため今のところ蘇生不能。
かつてあった崎宮重工の社長令嬢という経歴を持つ。一見無邪気で笑顔を絶やさない明るい少女に見えるが、実際は笑いながら人を殺せるサイコパスの殺人鬼。幼い頃に両親を目の前で惨殺された事が原因で一度感情を失ったが、現在は喜怒哀楽のうち怒と哀の感情を失った程度まで回復している。今まで殺し屋専門で仕事を受けていたため通称『殺し屋殺し』のザキと呼ばれ、ただの善人の殺しを請け負ったのはポルカ相手が初めて。親の仇である殺し屋を抹殺して目標が無くなったため、自分はどこまで人として壊れているのかを確認するために今まで受けなかった仕事を請けた。しかし今ではこの仕事を請けた事を後悔しており、暗殺された当人であるポルカに許されてしまったため気持ちに折り合いが付かず、小夜に心の内を見抜かれて諭されるまで断罪されたいという思いを抱えていた。
後に屍神殿の死霊術で屍人から幼生吸血鬼に進化。身体能力の更なる強化に加え、自分の身体を蝙蝠に変化させたり翼を出して滑空程度に空を飛べるようになる。ただ幼生吸血鬼に変化させられるのは自分の身体だけなため、変化すると服が脱げたり破れる。屍神殿の術ではこれ以上の吸血鬼としての進化は難しく（師匠のイーズリーズならいきなり高位吸血鬼に出来たらしい）、この後は高位の吸血鬼に導いて貰わなければならないらしい。幼生吸血鬼に進化して初めての戦闘となった阿牙倉百矢との戦いの場で、勝利寸前に介入してきた「神祖返り」阿牙倉マジリに気に入られ、義妹になれと迫られている。
繰屋 匠（くるや たくみ）
声 - 内田雄馬
新宿を根城にしているネットやドローンを巧みに操る情報屋。常にバイザーのようなものを着けている。ポルカ（屍神殿）からは匠君、ミサキからはクルぽんと呼ばれており、二人と行動を共にすることが多い。半グレ集団『三途の餓鬼共（サンズ・サンズ）』に所属していた過去がある。「三纂」所属前の荒瀬の襲撃によるチーム壊滅の際に、我が身可愛さで仲間を売った事を後悔していたが、屍神殿達との関わりの中でその傷は癒えていった。ただチームを見捨てて真っ先に逃亡したリーダー氷黒の事は今でも嫌っている。
細呂木さん　(ほそろぎ みやび)
声 - 七海ひろき
ポルカたちがアジトにしているビルに漂っていた霊を憑依させたペン。
生前は警察の監察官で、本名は細呂木 雅（みやび）。「三纂」岩野目係長のかつての上司にして憧れの存在。「不良監察官」「汚物を暴く汚物」と言われ、警察内部では畏れられていた。その豊富な知識や培われた見識を用いてポルカ達を支援する。憑依後しばらくは筆談での会話しか出来なかったが、ポルカの死霊術の応用で小鳥などの死体にペンを刺し、その身体を通じてボイスチェンジャーを通したような声を発することが出来るようになった。自分の未練を晴らす為にポルカの占いを通じて、岩野目にメッセージを送る。
四乃山小夜
声 - 大地葉
四乃山岳の次女。鮫に異常な執着を見せる引きこもりの自宅警備員。普段だらしない恰好で前髪で目を隠しているが、服の下はミサキ並の抜群なスタイルを誇っている。偽火吹き蟲の事件で部屋が焼けたため、表向きは屋敷の修復が終わるまでという理由でポルカ達の住むビルに一時的に引っ越してきた。しかし、裏の理由はポルカ殺しの首謀者（＝四乃山の敵）が判明するまで小夜を守ろうと呂算が手配したもので、屍神殿の傍なら狙われても大丈夫だろうという思惑があった。
物事を推理する力が異常なほど高く、断片的な情報から様々な事実を探り当てる探偵のような存在となる。だがその優れた推理力の理由をサメに結び付けて皆に説明したため、聞いている側は彼女が何を言っているのか訳が分からなかった。
帝国の国章に関してミサキと屍神殿が行っていた話を立ち聞きしたため、改めて転生や異世界の事を説明されてポルカの事情を知る仲間となった。鮫とはジャンル違いだが、吸血鬼がテーマの作品を好む阿牙倉マジリとも話が合う。
雷 小幽 (れい しゃおゆう)
声 - 福圓美里
四乃山呂算の護衛の一人。四乃山に仕える黒雷という暗殺者一族の出身。幼い頃の初仕事で不運にも阿牙倉マジリと遭遇。彼女に気に入られて義弟になれと迫られ、了承するまでの質として両手足を奪われたため身体を機械化している。もう暗殺者としては使えないため、父親に一族秘伝の毒を培養する苗床「庭壺」として使い潰されようとしていた所を、その場に居た呂算に引き取られて救われた。このため実父ではなく呂算こそを父親と慕い、彼に対して非常に高い忠誠心を持つ。
小夜の護衛兼お付きとしてポルカ達のビルにやってくるが、当初は軟弱な（と思っていた）ポルカは呂算の息子に相応しくないと強い対抗心を抱いて敵視していた。後に屍神殿と異世界の事も含めて話し合い、互いを理解して同盟者となる。このとき、阿牙倉マジリとの再会で壊されていた右腕の義手の代わりに傀雷竜ウルドヴィジアの右腕を移植され、この竜の電気を操る力を制御する訓練を経て、雷鳴の速さで動いて稲妻を纏って攻撃するという身体強化魔法のような力を使えるようになった。

### 仲介屋と殺し屋
倉木 リサ（くらき リサ）
声 - 種﨑敦美
新宿の仲介屋。ミサキや匠たちに仕事を依頼する。スタイルの良い美女であり、親しい人からは「クラリッサ」と渾名で呼ばれている。様々な人物と繋がりがある謎多き女性。普段は新宿でバーを営んでいる。同性愛者であり、配下の古瑠斗やイズナは恋人。
一ノ瀬古瑠斗
声 - 長谷川育美
倉木リサのバーの従業員。実態は配下の殺し屋。倉木リサの恋人でいつも三人でいる。
阿字城イズナ
声 - 大久保瑠美
倉木リサのバーの従業員。実態は配下の殺し屋。倉木リサの恋人でいつも三人でいる。
デスクロー佐谷
声 - ニケライ・ファラナーゼ
クラリッサが経営するバー「夭桃狐狼」の用心棒。非常に大柄かつ筋肉質な女性で、一見しただけだと男に見える。
カルラ・ウォン
声 - 大西沙織
「夭桃孤狼」の用心棒のひとり。
裏井
声 - 興津和幸
「夭桃狐狼」のバーテンダー。
西田
声 - 土田玲央
クラリッサが経営するバー「夭桃孤狼」のバーテンダー。氷黒久遠に雇われた阿牙倉百矢に殺害され、その霊は同僚の裏井に取り付いて屍神殿の前に現れた。
浅浦カザミ
厄ネタ「誕毒犯」の弟子で、常にガスマスクを身に付けて顔を隠している。師と同等の技術と体質を持っているとされ、クラリッサの手札の中でも特に強力な最高戦力の一人。
幌島リンネ
声 - 高田憂希
元渋谷の暗殺者姉弟の姉。狙撃手。以前は他所で仕事をしていたが、今は活動場所を変えて新宿のクラリッサのところに世話になっている。「アトリエ」と呼ばれるなんらかの組織の出身であるようで、その射撃の腕はそこで身に付けたもの。後に、同じアトリエ出身である後輩コンビが六本木のアンダルシアの元に居る事が判明した。
幌島ヒイロ
声 - 岩中睦樹
元渋谷の暗殺者姉弟の弟。観測手。
氷黒久遠
声 - 細谷佳正
渋谷の仲介屋。かつて半グレ集団『三途の餓鬼共（サンズ・サンズ）』のリーダーだった。自己保身の塊で、荒瀬にチームが襲撃された際もメンバーを生贄に逃走に成功した。
コネというものをとても重視していて、それが強力な人物ほど手を出すと自分の身に危険が迫ると丁重に扱う。逆にコネが無い者は殺しても問題ないと考える危険人物で、目的地への移動中に絡んできたコネを持たなかったチンピラ達を銃で滅多撃ちにして殺害した。サバラモンドの落とし子の走狗で、同じく手先の警視庁の幅木と繋がって様々な犯罪を犯してきた。
落とし子からの命令により新宿で引き起こした一連の騒動の最中に、機をうかがっていた火吹き蟲達によって捕縛され、火吹き蟲と同盟していたソリティアが編集した顔を氷黒に挿げ替えたアイドル動画で「サバラモンド」の単語を世間に拡散するのに利用される。組織に帰れないどころか命すら狙われる身になった氷黒は、火吹き蟲と取引して彼らと共生することを決断。顔を整形し、火吹き蟲と共にルグニサス共和国へ旅立った。
安藤瑠士亜
渾名はアンダルシア。六本木の女帝と呼ばれる仲介屋。違法賭博場のオーナーでもある。女性を蔑視する輩は許さない苛烈な性格で、これはたとえ配下の発言であろうとも容赦はせず、仲介屋の連絡会でクラリッサへ女性蔑視の暴言を吐いた部下をその場で早撃ちにて射殺した。クラリッサの過去を知っており、昔の飢えた獣に戻ってほしいと思っている模様。
ジョッアキーノ・ソルダーティ
渾名はジョア。池袋の仲介屋。レストランも経営している。「我が社」や「会社」と呼んでいる池袋の組織に所属しており、そこの「社長」を務めているが、実際には更に上に「会長」と呼ばれる上役がいる模様。自分を組織の歯車に過ぎないと認識している。仲介屋が均衡を保って平和な現在の状況を苦々しく思っており、この均衡を崩そうとカタシロに刺客を差し向けたりしている。ポルカの存在がこの均衡を崩すジョーカーになることを期待している。
カタシロ
秋葉原の仲介屋。ゲーマーでオタク。周囲からはレミングスと同格の猛者と噂される寡黙な男。だが本人の自己評価は非常に低く、寡黙なのも陰キャなため人前だと緊張しまくり上手に発言出来ないだけのコミュ障。小心者で、内心ではビクビクしながら周囲の様々な事に愚痴りまくっている。人前ではその内心とは異なる非常に思わせぶりな言動や態度を取りがちで（場に合った適切な態度と会話が出来ないだけ）、これがレミングスと同格という周囲の誤解を招いている。
自己評価こそかなり低いものの本人の実力は相当に高い。銃や刃物で武装した池袋の殺し屋複数人に周囲を包囲された状態で、上の空で考え事をしながら素手で返り討ちにして無傷で全滅させるほどの戦闘力を持っており、実際は噂にも劣らない実力を持っていると考えられる。厄ネタである雑貨殿の知り合いで、かつて右腕だったと語り彼の名前も知っている。

### 厄ネタ
レミングス
声 - 蒼井翔太
全身黒装束に顔や腕などを包帯で覆った怪人。何でも屋らしい。彼を見た屍神殿がシャグルアを連想したほど人の枠を外れた存在であり、血の力も魔力も連綿と受け継がれた技術も無い人の身でありながら阿牙倉マジリと格闘戦で張り合えるほどの超人の域に到達している。その際彼女はレミングスの事を人間の極致と言った。声が異常に小さく、会話するためには耳元で喋って貰わないと何を言っているのか聞こえない。「本業」が何かは語られていないが、他に四乃山尊の配下も務めており龍宮機関に所属している。苗字が根津であることも尊のセリフで明かされている。
怪人ソリティア（かいじんソリティア）
声 - 高橋広樹
科学技術の発展に人間の領域を超えてトリックを駆使する魔術師愉快犯。本名は雪車村 天鵶（そりむら てんあ）。過去に頸城瓦夢乃助首相を誘拐した総理大臣誘拐事件を起こしている。中二病を盛大に拗らせており、科学で説明できない神秘を見つけることを行動原理にしている。色々と思慮が足りない行動が目立ち、基本的にその場の思い付きで動くため後の事を考えていないが、運良く上手く事が運ぶパターンが多い。
火吹き蟲
声 - 利根健太郎・松田颯水・神尾晋一郎・他多数
火を操る殺し屋。その実態は、一般市民に催眠術を応用した疑似人格を移して大量のコピーを作っている集団であり、大本のオリジナルは既にこの世にいない。疑似人格はコピーされた人物の人格を侵さず、表層に出ている間はその人物の意識はなくなる。また必要が無くなればその人物の中から消し去ることが出来るので、何十年も活動しながら足取りが一切つかめない。
秘密組織「サバラモンドの落とし子」が100年前に行ったセイレーンの歌を再現する人体実験の犠牲者であり、目的はかの組織への復讐。実験体は18人おり、全員座敷牢に閉じ込められていたが、建物ごと焼却処分されそうになり16人は死亡。炎の中阿牙倉マジリに救出され二人だけ生き残った男女がオリジナルとなった。彼女の協力により今の人格コピーによる集団という在り方を確立した。
後に、正体に辿り着いた岩野目の説得に応じて罪のない一般市民を巻き込むことを止め、命惜しさに組織を裏切った氷黒の身体に共存する形（犯罪者なら巻き込んでもいいという理屈）で日本を出国。落とし子の本拠があるというルグニサス共和国へ旅立った。
雑貨殿
声 - 島﨑信長
収監された刑務所内に居を構えていて、情報でも飛行船でも見合った対価を支払えば何でも売ってくれる。対価はその人物の人生で稼げるであろう額から算出されるため、高い人と安い人がいる。先代から事業を受け継いだ二代目であるため若い。実は捕まっておらず、警視総監である鷹巣次郎太郎と取引して刑務所内に店を構えているのが本当のところらしい。彼に即座に連絡を取り合える通信機を渡している。秋葉原の仲介屋であるカタシロの元右腕もしくは元相棒で、彼からは天ヶ瀬と呼ばれる。

### サバラモンドの落とし子
シヴィル・A・サバラモンド
声 - 村瀬歩
サバラモンドの落とし子の御子として神輿にされている少年に見える人物。だが落とし子も一枚岩ではなく、シヴィルの派閥と長老派とは仲が悪いらしく、隙あらば命を狙われるような関係らしい。日本で死霊術の発動が感知されたため、それを確かめるためルグニサス共和国より来日した。初めて出会ったときに、屍神殿はシヴィルの気配に帝国宮廷魔術師第一席のアリウス・サバラモンドを想起させられた。
その正体はアリウス・サバラモンドが産み出した十番目の魔造魂器。赤子の頃に、帝国首都に開いた時空の穴より七番目のアリウスの手でテラマーテル（地球）へと送り出された。この出来事が100年前なので、彼の実際の年齢は容姿とは大幅に異なる事になる。他のアリウス達と同じく精霊喰い体質を受け継いでいるが、他のアリウスと違ってまだ知識や魔法技術を受け継いでいない真っ新な状態で送り出されたため活用出来ておらず、今まではその身に魔力を貯め込んで身体強化したりただ魔力を放出する程度の使い方しか出来なかった。ただ天才的な魔術の才能は受け継いでいるため、屍神殿の魔術行使を見ただけである程度魔法の使い方を理解し、技術は拙いもののアリウスと同種の魔術を発動出来るようになった。屍神殿との戦いの中でその技術をよりオリジナルに近づけていったが、屍神殿の召喚した皇帝フラムの行使した魔術によって敗北。同じく敗北したルルやアラハバキらと共に身柄は屍神殿預かりとなり、友人として世界に潜むための協力者・世界を欺くための共犯者となる事を要請される。その対価に皇帝や宮廷魔術師らから正式に魔術を学ぶ事となった。
アラハバキ
声 - ブリドカットセーラ恵美
「サバラモンドの落とし子」が行った人体実験の数少ない成功例の一人で、本名は幅木ソアラ。「アラハバキ」はコードネーム。体中傷だらけな大柄の筋肉質な女性で、シヴィルの護衛を務めている。好戦的な性格。その身体は魔獣との融合実験により後天的な獣人と化しており、高い身体能力と強力な再生力に加え、全力を開放する魔獣化の力を持つ。その戦い方は身体能力任せで切り札の魔獣化の制御は甘く、まだまだ粗削りで未熟な戦士。阿牙倉マジリは彼女の事を帝国の技術の産物「魔獣重ね」と呼んだ。彼女に埋め込まれていたのは屍神殿が契約していた双牙虎の核で、魂は屍神殿が所持し、屍と核である心臓は落とし子が所持していた事実が判明した。その核と偶然適合出来たために彼女は実験を生き残れた。
来日には護衛の他に自分を人体実験のモルモットとして組織へ差し出した父親への復讐という目的もあり、再会した父親を圧倒的な暴力で甚振った。最後の止めまで徹底的に甚振るつもりだったが、その最中に止めをクラリッサの刺客である幌島姉弟に奪われた。雷小幽との戦いに敗れたあと身柄は屍神殿預かりとなり、魔獣化の制御訓練を行っている。
ルル
声 - 岡咲美保
ほわほわした性格の精霊憑きの幼い少女。シヴィルを慕っている。高位の石の精霊が憑いている。精霊語を用いた精霊との対話方法を知らないため、その身に宿る力を制御できていないので精霊術師ではない。精霊は守護の対価としてルルの時間の流れを食っているので、実年齢より4～5割ほど心も体も幼い模様。帝国宰相ルフ・ヴェルライズの子孫であり、ルルにとって祖母か曾祖母にあたる模様。石の精霊はかつてはルフと共にいた。
ポルカの宿った鮫人形を魔術の発動触媒と誤認したシヴィルの命令でこれを奪って保持していたため、シヴィルと屍神殿との戦いの際に奪還しに向かってきたミサキと対戦。だがルルは精霊の力を全く制御できないため、彼女を守るために精霊が暴走していただけという状況であった。屍神殿に召喚されたルフの介入で精霊は鎮められ、身柄を確保された後はルフより精霊語の教育と精霊の制御の仕方を学んでいる。

### その他
山ノ浦章太
声 - 平野俊隆
ポルカの占いの客。
ばあや
声 - 恒松あゆみ
繰屋匠以上かもしれない凄腕ハッカー。怪人ソリティアの関係者。
胡蝶・エイトポート
声 - 佐倉綾音
総合写真週刊誌「週刊ドライ」の入社三年目の若手記者。取材のためならかなり無茶もする。第三資料編纂係の八津蘭丸の妹。
神薙涼馬
声 - 蒼井翔太
男性アイドル。彼の動画を、怪人ソリティアが氷黒の顔に挿げ替えてサバラモンドの名を拡散するのに利用した。

### 阿牙倉家
阿牙倉百矢
声 - 八代拓
渋谷で裏社会の荒事を請け負う「阿牙倉家」の一人。2m以上ありそうな高身長で、人混みの中でもすぐにどこにいるか分かる。銃火器で身を固めた武装集団を相手に、たった一人で無傷で蹂躙するほどの非常に高い戦闘能力を持ち、長い手足と柔軟な身体を用いた独特の戦闘スタイルを誇る。だが家族の中では7番目くらいの実力らしく、長女からは弱いから戦い方を工夫しろと言われている。
阿牙倉マジリ
声 - 赤崎千夏
「阿牙倉家」の長女で一家の主。血の繋がらない男女を養子として強力な戦闘集団「阿牙倉家」を形成。弟妹を率いて裏家業を行っている。落とし子からは「蝙蝠」と呼ばれている。黒髪ロングで常にセーラー服を着ており、左腕には家長の腕章を付けている。姉であることに執着しており、気に入った子を見つけると強制的に家族にしようとするが、あくまで弟妹にするだけで決して姉は作らない。一家最強で凄まじい戦闘力を持ち、仮に家族総出で戦っても彼女に勝てない。なぜか歳をとらず女子校生くらいの容姿で100年以上も存在し続けている。また火吹き蟲の誕生にもかかわっている。
その正体は異世界最強クラスの最高位吸血鬼。種族の枠組みを超え、頂点すら通り越した絶対的な孤高の存在と呼ばれ「神祖返り」の二つ名を持つ。本名はリディ・マラクーガー。かつて自らが住まう吸血鬼の国をたった一人で丸ごと滅ぼしたことで災厄として名を知らしめた。実姉に「紅雪」の異名を持つシルク・マラクーガーが居り、自分の姉は彼女ただ一人と定めているほどのシスコン。国を滅ぼしたのも、自分を後継にするために姉に冤罪を被せ虐げた者達を排除したため。
阿牙倉夏南
声 - 高木美佑
「阿牙倉家」の一人。いつも深くフードを被り眼鏡を掛けて顔を大きく隠している女性。ただ、その隠された素顔には秘密があるらしく、カタシロがどこかで見たことがあると感じていた。
阿牙倉ダリア
声 - 松本沙羅
阿牙倉家の一人。長身の女性でフィッシュボーンの髪型。蹴り技をメインにしている。
阿牙倉夢路
「阿牙倉家」の一人。渋谷の仲介屋で阿牙倉の末弟。姿を消した元仲介屋氷黒の後任をマジリの命令により引き継いだ。阿牙倉家に入る前の小学生の頃にポルカと出会っており、幼馴染として友人であった。

### 警察関係
岩野目 ツバキ（いわのめ　ツバキ）
声 - 江口拓也
新宿署生活安全課第三資料編纂係（通称「三纂）の係長。かつての上司で今は行方不明（既に死亡して屍神殿の元に居る）の細呂木に強い憧れや信頼を抱いている。一見すると警察官には見えず、ホストかなにかといった外見をしている。チャラい外見と違って中身は熱血漢であり、時折感情任せに暴走する事がある。火吹き蟲の真実に辿り着いた時も、何の関係もない一般市民を依り代にするのを止めさせる代わりに自分が依り代になると言い出し、荒瀬に殴られて正気に戻った。その覚悟が火吹き蟲を動かし、これ以降一般人を依り代にした火吹き蟲が現れる事はなくなった。
荒瀬 耿三郎（あらせ こうざぶろう）
声 - 岡本信彦
新宿署生活安全課第三資料編纂係所属。外見は警察官というよりヤクザかチンピラかといった風情で、身体にも刺青がある。暴力至上主義者で、警官としてどうなのか？といった行動原理を持っている。過去に繰屋が所属していた半グレ集団『三途の餓鬼共（サンズ・サンズ）』を壊滅させたことがある。その時にリーダーであった氷黒に逃げられている。
戸沢 弾正（とざわ だんじょう）
声 - 宇垣秀成
新宿署の第三資料編纂係に所属する男性警官。やさしげな顔立ちで、第三資料編纂係の係長補佐を務める。上品な物腰に反して意外と過激な人物で、岩野目ツバキに絡んだ警察官に、八津蘭丸と共に手痛いお仕置きを行ったりしている。八津とコンビを組んで捜査にあたることが多い。実は、クラリッサの祖父倉木ルイスに妻が救われた過去があり、今でもクラリッサと連絡を取っている。そして幅木の動向を伝えていたが、それは今の上司である岩野目を守るためだった。
八津 蘭丸（やつ らんまる）
声 - 吉野裕行
新宿署の第三資料編纂係に所属する男性警官。派手な星柄のネクタイを付け、つねにサングラスをかけている青年で、うさんくさい雰囲気を漂わせている。新宿署個人戦第1位の腕前を持ち、持ち歩いている杖を使った戦闘を得意とする。戸沢弾正とコンビを組んで捜査にあたることが多い。胡蝶・エイトポートは実の妹。
合川咲姫
声 - 白石晴香
新宿署に勤務する鑑識課の職員。
山田文代
声 - 小林沙苗
新宿署勤務25年のベテラン。
幅木秀秋
声 - 上田燿司
警視正。岩野目の恩人だったが、実はサバラモンドの落とし子の手先であり、細呂木殺害などの多くの件に関与していた。組織に貢献するためと娘ソアラを人体実験に差し出すまでした外道で、表向きは亡くした娘を思う父親を演じながら、差し出した娘の事はすっかり頭から消えていた。生きていた娘ことアラハバキに復讐されるが、娘に止めを刺される寸前にクラリッサの放った幌島姉弟に射殺される。
死後霊魂は屍神殿により召喚されてクラリッサに尋問される。その際彼が娘を犠牲にしたという記憶を読み取った屍神殿が怒りで消滅させようとしたが、その場へ現れた皇帝陛下が屍神殿を制止し、代わりに彼の魔法で断罪された。
鷹巣次郎太郎
声 - 稲田徹
警視総監。とても強面でガタイが良い。名前は「じろうたろう」ではなく「じろたろう」と読み、間違えられるとすぐ訂正する。岩野目は最初彼を警察に潜む敵ではないかと疑っていた。実際は敵どころか味方であり、岩野目が探すサバラモンドの落とし子の手先を彼も探していた。雑貨殿といつでも連絡が取れる通信機を所持している。
西明寺水琴
声 - 田丸篤志
厄ネタ専門の監察医。三纂とも関りが深い人物。ポルカの占いの常連客でもある。

### 四乃山家
四乃山呂算　
声 - 山路和弘
巨大財閥四乃山グループ総帥。息子が二人おり、それが四乃山岳と四乃山ポルカになる。ポルカが帰省した際に中身が別人である事を見抜き、屍神殿と会話してポルカの事情を知ることになる。家族の命を狙う存在が居ることを知った呂算は、しばらくの間ポルカに宿って彼を守ることを屍神殿に依頼。屍神殿の実力を直接目にしたわけではないが感じ取れるものはあったようで、後ろ盾になることを約束した。カノンの真実を屍神殿から伝えられた呂算は、妻の連れ子だろと言って屍神殿の事も息子だと呼んだ。
四乃山カノン
四乃山呂算の後妻でポルカの母。故人。その本名はカノムシェリン・レドラジャルフといい、屍神殿ことリズディルシア・レドラジャルフの行方不明の母であった。屍神殿が父親に売られて家族の元を去ったあと、同じように彼女も弟や妹諸共に身売りされていたようであり、どういう経緯かは不明なもののサバラモンドの落とし子らに囚われてこちらの世界へ連れてこられた模様。だがどうにかして彼らの元を脱出。呂算が海外で見つけた時には大怪我を負っており、一命は取り留めたものの記憶の大半を失っていた。そのため出自が不明のまま呂算の妻となりポルカを産んだので、彼が屍神殿の弟であるという事実が誰にも判らなかった。
四乃山岳
名前だけ出てきている四乃山呂算の長男。前妻の息子。48歳。30以上歳が離れているがポルカの異母兄になる。
四乃山ポルカ
声 - 榊原優希
四乃山呂算の次男で、16歳ながら他の家族にとっては叔父になる。後妻の息子。詳細は主要メンバーの項へ。
四乃山尊　
声 - 小西克幸
四乃山岳の長男。四乃山警備社長。表向きは警備会社だが、実態は四乃山グループの暗部組織であり、グループや四乃山家に仇なす者を力で排除するのが仕事。裏で龍宮機関と呼ばれるその組織には暴力に長けた強者が揃っている。
四乃山希吏
声 - 花澤香菜
四乃山尊の妻。
四乃山涼火　
声 - 原紗友里
四乃山岳の長女。故人。偽火吹き蟲と五郎の密談を目撃してしまい殺された。偽火吹き蟲の次のターゲットにされた華月と紫月を守りたいという未練を屍神殿に聞き届けられ、その依頼を果たしたために後々屍神殿と契約することが決まっている。
四乃山小夜
声 - 大地葉
四乃山岳の次女。詳細は主要メンバーの項へ。
四乃山華月　
声 - 芹澤優
四乃山岳の三女。ポルカの姪。
四乃山紫月　
声 - 市川蒼
四乃山岳の次男。ポルカの甥。
四乃山五郎
声 - 岩崎征実
四乃山呂算の姪の夫。偽火吹き蟲を雇って裏で動いていたが、事が露見し龍宮機関によって粛清された。

### 龍宮機関
暴
声 - 相川奈都姫
四乃山尊配下の暗殺者。暗殺者一族の黒雷出身。本名は雷燕美（レイ・イェンメイ）であり、雷小幽の実姉。ちょっと病んでる重度のブラコンであり、家から捨てられた弟を今でも溺愛する。かつて再起不能になった雷小幽を庭壺にするという決定が下された際、父親を殺そうと殺気に塗れていた。これは四乃山呂算によって回避されたため事なきを得たが、今でも家より弟優先であり、小幽に不利益があるなら何者でも滅ぼすことを一切躊躇わない気持ちを抱いている。後に弟の両手足を奪った阿牙倉マジリと遭遇。彼女が手足を奪ったおかげで古臭い家から弟が解放されたとこの出来事には感謝を述べるが、それでも姉は自分ひとりであると一時戦闘になる。だが結局可愛い弟を愛する（変態）姉同士として同盟を締結してしまう。
太貝（たいぺい）
声 - 江頭宏哉
四乃山尊配下の暗殺者。暗殺者一族の黒雷出身。一族を追放された雷小幽と出会った際に愚弄したため、怒った暴により預金口座の残高を全て奪われ雷小幽の口座へ移された。戦闘狂であり、理性は獣以下で強い奴と殺しあいたいだけと暴に言われている。
蓬
声 - 弘松芹香
四乃山尊の配下。胸元の大きく開いたライダースーツのようなツナギに身を包んだ女性。表向きの警備会社で働いているときは、OLらしい恰好で秘書のような役目を務めている。

### 異世界
イーズリーズ・ソルドフレイル
声 - 豊口めぐみ
屍神殿の師匠である死霊術師の女性。帝国の宮廷魔術師第二席で「放浪桟敷」の異名を持つ。屍術を自分に用いることで人間を辞め、老いや寿命から解き放たれて永い時を存在しつづけている。かつて帝国首都が存在し、現在は廃棄半島とも呼ばれるバャディ半島に住んでおり、半島の魔人とも呼ばれて恐れられている。獣の頭蓋骨を仮面にして被り、踊り子のような扇情的な衣装を身にまとっている。
死霊術師としての実力は世界最強クラスで、屍神殿よりもずっと強い。第二席という事で世間的にはアリウスに次ぐ実力だと思われているが、アリウスによると自分は政治方面の能力を持ち合わせているからこの座にいるだけで、実力ではイーズリーズの方が上で本来第一席に座るべきは彼女とのこと。屍神殿の記憶での態度はかなり素っ気ないものだが、実際は弟子を溺愛しており、半島で出会ったシャグルアを弟子の仇とボコる。その後は共に行動する事になる。
シュラ・ゾーゾルッゾ・クランプランプ・ランプトン
声 - 松岡禎丞
顔に刺青を入れた中性的な風貌の美青年。帝国の宮廷魔術師第三席で、「虚銃座」の異名を持つ。屍神殿の事は弟分として可愛がっていた。イーズリーズの事を美魔女ババアと呼ぶ。現在はパニの同盟者として彼女と共に行動している。教団に始末されかけたレクリアを助けた。
ロメルカ・リメルカ
声 - 高森奈津美
樹木と融合してそれを操る樹操術士（ウッズメイズ）の女性。非常におしゃべり。帝国の宮廷魔術師第七席で、師匠から受け継いで宮廷魔術師の地位に就いた。「おさんぽ樹海」という異名が付けられており、敵を囲む森そのものとなって戦う。イーズリーズと共に半島に住んでおり、侵入者を撃退してこの地を守っていた。
アリウス・サバラモンド
声 - 村瀬歩
帝国の宮廷魔術師第一席。「不知火天楼」の異名を持つ。精霊喰いという体質で、精霊の有する大量の魔力を奪って魔法を使うため出力が非常に高い。自分の遺伝子を使って魔造魂器（作中の説明ではホムンクルスともクローンとも）を何体も作り、それに人格と記憶を移すことで数百年生き延びてきた存在で、帝国にいたのは七番。大体15体ほど存在するらしい。七番は記憶共有を切って音信不通になり、十番にシヴィルと名付けテラマーテル（地球）へと送り込んだとのこと。聖術と死霊術を組み合わせたオリジナル魔法により自身を複製するとともに他のアリウスとも記憶を共有しており、どれかのアリウスが得たものは他のアリウスも知っている。裏切った七番と地球に流された十番だけが例外で、十番は幼いまま送りだされ人格も記憶も受け継がず成長したためにもうアリウスとは別の存在となっている。聖術師としてゲルドウッド教団に所属しているアリウスはレクリアの師であり、妹のエルシアと共に教団内に身を潜め暗躍している。
パロミー
声 - 小市眞琴
帝国の宮廷魔術師で妖精巨人の吸血鬼。彼女は屍神殿の死霊術で吸血鬼になった。現在は屍神殿と契約を結んで霊となって彼の傍にいる。
ラカベニア
声 - 井上麻里奈
帝国の宮廷魔術師。蜘蛛と女性体の融合したアラクネのような外見をしている。現在は屍神殿と契約を結んで霊となって彼の傍にいる。
ルフ・ヴェルライズ
声 - 本田貴子
バャディ帝国宰相。精霊術師。現在は屍神殿と契約を結んで霊となって彼の傍にいる。「サバラモンドの落とし子」に所属していたルルは彼女にとって孫か曾孫にあたるらしい。
屍神殿の父親
声 - 加藤将之
人間の屑で、屍神殿にとって思い出したくもない存在。カノムシェリン・レドラジャルフと結婚したのもレドラジャルフの金目的であったが、彼女は実家と離縁していたためその目論見は叶わなかった。屍神殿を売った後はどうなったか長らく不明だったが、その間に妻や屍神殿の弟妹すらも人買いに売り払っていた模様。屍神殿がイーズリーズの弟子となり、帝国の宮廷魔術師となった後に金の無心に近づいてきたが、それは表向きの理由で本当の目的は屍神殿の暗殺をエルシアに金で依頼されたから。どんな親でも家族である以上屍神殿なら油断するというエルシアの読みによる刺客だった。蘇生封じの呪具のナイフを持たされた彼は、護衛もなしに出向いてきた屍神殿を刺して殺害。蘇生封じの呪具で屍神殿の肉体は崩壊し魂にもその影響が及びかけていたが、イーズリーズの手で脳髄だけは辛うじて保護され、死霊術により他者の骨を新しい身体にアンデッドとして復活。父親も捕縛されており、イーズリーズ・シュラ・皇帝の三者による死霊術を用いた徹底的な拷問を受け、最後は屍神殿の目の前で処刑された。だが、この時に屍神殿がアンデッドとして復活させられた事自体が、後の皇帝暗殺のためのエルシアの仕込みであった。
皇帝 / フラムロディア・バャディラーズ
声 - 田村睦心
屍神殿の主君であり親友。屍神殿は彼の事を「フラム」と呼び、自身は屍神殿の事を「リズ」と呼ぶ。強力な宮廷魔術師団や兵達を率いて大陸に覇を唱えた。皇帝自身も強力な魔法の使い手。帝国が邪魔になったゲルドウッド教団のエルシアにより、多重の策で罠に嵌められた屍神殿が彼女の死霊術に操られたことで暗殺された。その後、帝国の裏切り者達（後のサバラモンドの落とし子）とゲルドウッド教団が手を組んで、帝都の中心にテラマーテルへの穴を開けたことで帝国は滅んだ。彼自身は霊魂となって屍神殿と契約を交わし、ほかにも契約を交わした数人の宮廷魔術師の霊たちと共に彼の傍に残っている。地球に転生した屍神殿は魔力不足で召喚出来ずにいたが、フラムの方は彼を通して同じものを見て地球側の知識を学んでいた。幅木の尋問の際に、家族を食い物にする外道さに怒り彼を処刑しようとした屍神殿を諫めるため独力で顕現。親友が手を汚すことを嫌っているフラムは汚れ役は自分がやるとして、屍神殿の実父の時と同じように幅木を断罪した。シヴィル・サバラモンドとの戦いでは、大量の宝石を用いた正式な召喚で宮廷魔術師達と共に参戦し彼を打倒した。戦いが終わったあとも捕らえたシヴィル達が力を使いこなすための教師役を望まれ、宮廷魔術師らと共に日常生活の中でも霊体として顕現しているときがある。
シャグルア・エディス・ルグリッド
声 - 草尾毅、天海由梨奈（幼少期）
ゲルドウッド教団に所属する通称『災厄潰し』。剣の達人で大魔法や精霊術も操れる万能型。レクリアの事を内心好いている。世界を救うため、屍神殿と対決した。屍神殿と同じく“亜眼”持ち。教団の魔術や秘術によって得た人の枠から外れた超越的な戦闘能力を誇り、勇者や英雄と呼ばれた存在。亜眼を持つ教団の所属でありながら戦場を選んだため、イカれた聖人様と呼ばれることもある。稀代の死霊術師と呼ばれる屍神殿と互角に渡り合い、これを討った事から分かるように世界でも最上位クラスの強者ではあるが、世の中には彼を超える更なる強者達が複数存在する。
屍神殿を倒した後に手に入れた彼の日記を読んだシャグルアは、屍神殿は滅ぼすべき邪悪ではなかったのかもしれないという疑問を抱き、日記に書かれていたゲルドウッド教団の後ろ暗い裏の顔を知り教団を捨てる事を決意。自身は屍神殿に身体を乗っ取られて死んだという嘘で教団より出奔し、身体を奪われた「屍神殿」として教団聖兵に追われる身となる。その後、かつて帝国が存在し、現在は強力な魔物や死霊が跋扈し人の立ち入れない地である廃棄半島を訪れる。そこでシャグルアは、この地を魔物や死霊から解放し人の住める場所にすることを目標に活動を開始。そこでかつての帝国の宮廷魔術師ロメルカやイーズリーズらと出会い行動を共にすることになった。
レクリア・ローフィラルド
声 - 柚木涼香
ゲルドウッド教団の女性神官。高い実力を持ち、シャグルアを越えているとも言われる魔力量を誇る。屍神殿との戦いに同行し、魔術による強化でシャグルアを支援した。シャグルアに想いがある。シャグルアが出奔前に会話をした唯一の人物で、彼の出奔で混乱する教団を取り纏め後継として名声を高めた。だが人民と神官の心を引き寄せ始めた彼女が邪魔になった教団上層部に暗殺されかけ、そこをシュラに救われパニの元へ導かれた。
パニ
屍神殿に国家の敵の例として挙げられた錬金学士。非常に優れた技術を持っているが、自らの城である浮遊工房から危険な失敗作をそこら辺に投棄して災害を引き起こす傍迷惑な人物。ヴィヴィーニャ族という長命種であり150年以上は生きている。自分の頭を弄って負の感情の大半を消している。実はかつて83代目サラディ・サロッド・ラカムバベルとしてゲルドウッド教団の聖女をしていたことがある。エルシアの策を上手くかわして役目を果たし、最後まで彼女に殺されないまま逃げおおせている。同盟相手のシュラを派遣して暗殺されかけたレクリアを助け、彼女を自分の工房へと招いたが、そこへ姿を現した二番のアリウスから共にテラマーテルへ繋がる穴を開けようと提案される。
シルク・マラクーガー
「紅雪」の異名を持つ強力な吸血鬼の暗殺者。陰気な性格。半ば伝説にも語られるほどの存在で、かつては二人姉妹の最強クラスの吸血鬼として知られていた。現在はほとんど活動しておらず、名前を聞くこともなくなっていた。重度のシスコンで、いずれ妹に殺されて彼女に血を捧げることで永遠に一緒に居たいという望みを抱いている。妹は「神祖返り」リディ・マラクーガーで、彼女は100年前に穴を通ってテラマーテルへと去ってしまい、シルクは妹の行方と彼女に会う手段をずっと探し続けていた。その情報を餌に教団の暗殺者として雇われ、シャグルア暗殺に送り出されてきた。実は教団にとって彼女は陽動でしかなく、本命であるイーズリーズを殺すための別戦力から目を逸らさせるのを目的として送り込まれていた。
ピラウィッゾ
廃毒竜と呼ばれるドラゴンで、世界最強クラスの化け物の一人。過去、敵対した多くの国の王や皇帝を葬ってきたことから「先帝殺し」と呼ばれる。直近では自分を騙し打ちしようとしたヌャンイルド王国の愚王を弑して国を破滅の危機に追い込み、シャグルアと戦った。中性的で幼い姿に人化して行動している。かなりおしゃべりでロメルカと二人揃うと三日三晩会話が途切れない。自身が毒と認定したものは、自然の法則であれ物理・魔術的なものであれ、すべて無効化し自在に操れるという出鱈目な力を持つ。空気抵抗や重力すら毒として操る。かつてシャグルアと引き分けたとされるが、シャグルア当人は見逃されただけと感じている。
シャグルアと廃棄半島で再会するが、やはり過去に引き分けた時は本気ではなかったようで、少し実力を出したピラウィッゾの動きをシャグルアは捉えきれなかった。中立の立場と自称するが、半島の住み心地が良いとこの地に居ついてイーズリーズらと気安い関係を築き、シャグルアの事も気に入っているからと共に行動するなどあまりそういう立場を意識してはいない。
ウルドヴィジア
声 - 伊瀬茉莉也
傀雷竜と呼ばれかつて世界を雷光で染め上げたドラゴン。イーズリーズに討伐された。現在は彼女と200年契約を結び、人化した霊体として傍にいる。高位のドラゴンは不滅であり、その気になればいつでも再誕可能だが、イーズリーズとの契約が切れるまではその気は無い。残った遺骸はイーズリーズが商業組合より買い取って屍神殿に与えており、雷小幽に右腕が移植された。
聖女/エルシア・サバラモンド
声 - 坂本真綾
帝国宮廷魔術師第一席であるアリウスの妹。ヌャンイルド王国を本拠とするゲルドウッド教団において、23代目サラディ・サロッド・ラカムバベルとして知られた聖女にして、教団の真の支配者。邪悪な性格をしており、イーズリーズには「根腐れ聖女」として嫌われている。イーズリーズに匹敵する死霊術師で、彼女と同じく屍術で不老となっているため二十歳前後の容姿をしている。作中における異世界での多くの不幸や災いは、大体こいつが原因というほど長きに渡り世界の裏で暗躍してきた。イーズリーズへの対抗心からか、彼女の弟子である屍神殿に執着心があり、その人生に深く干渉している。彼の不幸の多くにはエルシアの策が関与。自分のものにならないからと、屍神殿を討伐させるためシャグルアを派遣した。
現在のゲルドウッド教団は彼女の手足として使われる道具に過ぎず、表向き教団を統べる19人の聖導師は彼女の配下でしかない。142代続くサラディ・サロッド・ラカムバベルのうち、エルシア以前の22人と最後まで人として生きていた21人を除く98人は、エルシアの操る屍者か殺されて屍者にされたかのいずれか。表向きの教義に死霊術師や魔物は邪悪で滅ぼすべきものと定めておきながら、自身はそれを最大限に活用しているところにイーズリーズに敵視されている彼女の本質がうかがえる。
地球の進んだ科学技術を欲しており、過去に自然に開いた穴によって齎されたモノの大半を教団で秘匿している。100年前に帝国首都で人工的に穴を開けたのもこれが目的だったようだが、今所有している技術では満足できずもっと強力な技術を欲して再度穴を開こうとしている模様。

## 書誌情報
- 成田良悟（原作）・藤本新太（作画）『デッドマウント・デスプレイ』 スクウェア・エニックス〈ヤングガンガンコミックス〉、既刊15巻（2025年4月24日現在）
  1. 2018年4月25日発売[9][10]、ISBN 978-4-7575-5700-0
  2. 2018年11月24日発売[11]、ISBN 978-4-7575-5922-6
  3. 2019年4月25日発売[12]、ISBN 978-4-7575-6103-8
  4. 2019年11月25日発売[13]、ISBN 978-4-7575-6401-5
  5. 2020年4月25日発売[14]、ISBN 978-4-7575-6623-1
  6. 2020年11月25日発売[15]、ISBN 978-4-7575-6960-7
  7. 2021年4月24日発売[16]、ISBN 978-4-7575-7214-0
  8. 2021年11月25日発売[17]、ISBN 978-4-7575-7595-0
  9. 2022年4月25日発売[18]、ISBN 978-4-7575-7891-3
  10. 2022年11月25日発売[19]、ISBN 978-4-7575-8269-9
  11. 2023年4月25日発売[20][21][22]、ISBN 978-4-7575-8496-9 / ISBN 978-4-7575-8497-6（特装版）
  12. 2023年11月25日発売[23][24][25]、ISBN 978-4-7575-8880-6 / ISBN 978-4-7575-8881-3（特装版）
  13. 2024年4月25日発売[26]、ISBN 978-4-7575-9158-5
  14. 2024年11月25日発売[27]、ISBN 978-4-7575-9530-9
  15. 2025年4月24日発売[28]、ISBN 978-4-7575-9819-5
- 成田良悟（著者）・藤本新太（イラスト） 『小説 デッドマウント・デスプレイ外伝 怪人ソリティアの神仙偽術』スクウェア・エニックス〈ヤングガンガンコミックス〉、既刊2巻（2024年11月25日現在）
  1. 2023年11月25日発売[29]、ISBN 978-4-7575-8882-0
  2. 2024年11月25日発売[30]、ISBN 978-4-7575-9532-3
- 成田良悟・藤本新太（原作）、栖上ヤタ（作画）、まつたけうめ（構成）『デッドマウント・デスプレイ外伝 怪人ソリティアの神仙偽術』スクウェア・エニックス〈ヤングガンガンコミックス〉、既刊3巻（2025年4月24日現在）
  1. 2024年4月25日発売[31]、ISBN 978-4-7575-9159-2
  2. 2024年11月25日発売[32]、ISBN 978-4-7575-9531-6
  3. 2025年4月24日発売[33]、ISBN 978-4-7575-9820-1

## テレビアニメ
分割2クールで、第1クールは2023年4月から6月までTOKYO MXほかにて放送された。第2クールは同年10月から12月まで放送された。

### スタッフ
- 原作 - 成田良悟、藤本新太[6]
- 監督（第1クール）・シリーズ構成・監督協力（第2クール） - 小野学[6]
- 監督（第2クール）- 薩摩良寛[6]
- 副監督（第1クール） - 大隈孝晴[6]
- 助監督（第1クール） - 北井嘉樹[6]
- 脚本 - 小野学、菅原雪絵、冨田頼子[6]
- キャラクターデザイン - 阿部恒[6]
- サブキャラクターデザイン - 大隈孝晴、鯉川慎平、佐藤結花（第2クール）
- モンスターデザイン、アクション・エフェクト作画監督 - 橋本敬史
- プロップデザイン - 杉村友和
- 総作画監督 - 阿部恒、小林利充、清丸悟
- 色彩設計 - 飯島孝枝
- 美術監督 - 丸山由紀子
- 美術ボード - 丸山由紀子、山梨絵里
- 美術設定 - 友野加世子、大久保修一、乗末美穂
- 3D監督 - 後藤泰輔（第1クール）、藤巻拓也（第2クール）
- 撮影監督 - 尾形拓哉
- 編集 - 廣瀬清志
- 音響監督 - 山口貴之[6]
- 録音スタジオ - HALF H・P STUDIO[6]
- 音楽 - F.M.F（奈良悠樹、eba、うたたね歌菜）[6]
- 音楽ディレクター - 谷原亮
- 音楽制作 - キングレコード
- プロデューサー - 森井佑介、坂本耕作、臼井久人、松本英晃、三浦史、小松翔太、尾形光広
- アニメーションプロデューサー - 奥山真吾
- アニメーション制作 - GEEKTOYS[6]
- 製作 - 「デッドマウント・デスプレイ」製作委員会（キングレコード、ギークトイズ、クランチロール、ギークピクチュアズ、ムービック、スクエア・エニックス、角川メディアハウス）

### 主題歌
「ネロ」
Souによる第1クールオープニングテーマ。作詞・作曲・編曲は柊キライ。
「アイオライト」
水瀬いのりによる第1クールエンディングテーマ。作詞・作曲は志村真白、編曲はEFFY。
「スクラップアート」
水瀬いのりによる第2クールオープニングテーマ。作詞・作曲・編曲は栁舘周平。
「Hope」
内田雄馬による第2クールエンディングテーマ。作詞・作曲・編曲は橘亮祐と篠崎あやと。

### 各話リスト
| 話数 | サブタイトル                 | 脚本     | 絵コンテ                   | 演出                  | 作画監督 | 総作画監督 | 初放送日       |
| ---- | ---------------------------- | -------- | -------------------------- | --------------------- | --- | ---------- | -------------- |
| #01  | The Reincarnation－転生－    | 小野学   | 小野学                     | 北井嘉樹              | 鎌田均 野崎麗子 | 阿部恒     | 2023年 4月11日 |
| #02  | The New World－異世界－      | 小野学   | 大隈孝晴                   | 黒瀬大輔              | 高瀬さやか 須永正博 佐藤結花 | 小林利充   | 4月18日        |
| #03  | The Necromancer－死霊術士－  | 冨田頼子 | 八谷賢一                   | 八谷賢一              | 林奈央 海野愛恵 南伸一郎 | 清丸悟     | 4月25日        |
| #04  | The Mad Dog－狂犬－          | 冨田頼子 | 北井嘉樹                   | 中澤勇一              | 中澤勇一 原田ゆうか 高石まみ 天界 齋藤直貴 岡崎円郁 Grand Guerrilla Roccia Nobili Cyrus Majin Bro RA CRAFT                           | 清丸悟     | 5月2日         |
| #05  | The Monster－怪物－          | 小野学   | 山田太郎                   | 山田太郎              | 鎌田均 南伸一郎 金正男 吉岡勝 須永正博 林奈央 海野愛恵 Lee Min-bae Park Sang-ho Kim Young-sub 4tune                                  | 小林利充   | 5月9日         |
| #06  | The Firestarter－火吹き蟲－  | 菅原雪絵 | 北井嘉樹                   | 山内東生雄            | Grand Guerilla 岡崎円郁 原田ゆうか 天界 高石まみ 斎藤直貴 Cyrus Rebello Giovanni 追光映画                                            | 鯉川慎平   | 5月16日        |
| #07  | The Magician－奇術師－       | 小野学   | 髙田昌豊                   | 髙田昌豊              | Kim Hee-gang Lee Jun-jong Lee Min-mae Lee Dongwook Kim Sungil Lee Jongil Park Sang-ho 丸英男 松下純子 南伸一郎 須永正博              | 清丸悟     | 5月23日        |
| #08  | The Assassin－暗殺者－       | 冨田頼子 | 福田道生                   | Kim Hee-gang 前園文夫 | Kim Hee-gang Lee Min-mae | 清丸悟     | 5月30日        |
| #09  | The Signpost－道標－         | 菅原雪絵 | 下司泰弘 永居慎平          | 神崎ユウジ            | Kim Hee-Gang Lee Jun-Jong Lee Min-Bae Jang Sang-Mi Lee Dong-Wook Kim Sung-Bum Yoon Seung-Hyun Park Sang-Ho                           | 小林利充   | 6月6日         |
| #10  | The Emblem－国章－           | 冨田頼子 | 永居慎平                   | 村田尚樹              | 桜井木ノ実 飯飼幸一 花輪美幸 杜伟峰 魏旭龍 陈亮                                                                                      | 小林利充   | 6月13日        |
| #11  | The Beginning－始動－        | 菅原雪絵 | 鎌田祐輔                   | 長尾聡浩              | 佐藤結花 | 清丸悟     | 6月20日        |
| #12  | The Sacred Place－神殿－     | 小野学   | ソエジマヤスフミ           | 青柳隆平              | 高瀬さやか 須永正博 松下純子 鎌田均 鯉川慎平 杉村友和 林奈央 海野愛恵 ANIHOUSE SUN                                                   | 阿部恒     | 6月27日        |
| #13  | The Invaders－侵入者－       | 冨田頼子 | 八谷賢一                   | 前園文夫 神崎ユウジ   | 李少雷 | 阿部恒     | 10月10日       |
| #14  | The Corpse－死体－           | 菅原雪絵 | 所俊克                     | 神崎ユウジ            | 海野愛恵 林奈央 杉村友和 | -          | 10月17日       |
| #15  | The Vampire－吸血鬼－        | 小野学   | 小野学 永居慎平            | 長尾聡浩              | 佐藤結花 李少雷 seed | -          | 10月24日       |
| #16  | The Fake－虚偽－             | 冨田頼子 | 永居慎平 野崎麗子 小野学   | 蟹久保朱眞            | 鯉川慎平 須永正博 大村将司 松下純子 Seed TripleA 玄機 ワン・オーダー 4tune                                                           | -          | 10月31日       |
| #17  | The Matriarch－家長－        | 菅原雪絵 | 永居慎平 北井嘉樹 Royden B | 村田尚樹              | 桜井木ノ実 杜伟峰 魏旭龍 陈亮 居朝刚                                                                                                 | 阿部恒     | 11月7日        |
| #18  | The Revenge－復讐－          | 小野学   | Royden B                   | 神崎ユウジ            | 林玟志 元美那 朴松花 朴順玉 | 阿部恒     | 11月14日       |
| #19  | The Friends－親友－          | 冨田頼子 | Royden B                   | いまざきいつき        | いまざきいつき 菊地しゅんすけ 野沢弘樹 三関宏幸 阿部由佳 竹内一将 川上俊弘 田中淳次 水谷剛徳 井上不二雄 人見直矢 杜心文 小原和大 SMX | 阿部恒     | 11月21日       |
| #20  | The Visitors－来訪者－       | 菅原雪絵 | Royden B                   | 前園文夫              | 李少雷 | -          | 11月28日       |
| #21  | The Spirit－精霊－           | 冨田頼子 | Royden B                   | 神崎ユウジ            | 林玟志 元美那 朴松花 朴順玉 | 阿部恒     | 12月5日        |
| #22  | The Karma－宿縁－            | 菅原雪絵 | Royden B                   | 長尾聡浩              | 李少雷 佐藤結花 | -          | 12月12日       |
| #23  | The Declaration－宣戦布告－  | 小野学   | Royden B                   | 村田尚樹              | 海野愛恵 林奈央 李少雷 | 阿部恒     | 12月19日       |
| #24  | The Shinjuku War－新宿大戦－ | 小野学   | Royden B                   | 黒田幸生              | 鯉川慎平 大村将司 須永正博 海野愛恵 林奈央 李少雷 杉村友和 松下純子 金正男 4tune                                                     | 阿部恒     | 12月26日       |

### 放送局
| 放送期間                | 放送時間                     | 放送局       | 対象地域 | 備考                                 |
| ----------------------- | ---------------------------- | ------------ | -------- | ------------------------------------ |
| 2023年4月11日 - 6月27日 | 火曜 0:00 - 0:30（月曜深夜） | TOKYO MX     | 東京都   |                                      |
|                         | 火曜 0:30 - 1:00（月曜深夜） | KBS京都      | 京都府   |                                      |
|                         |                              | サンテレビ   | 兵庫県   |                                      |
|                         | 火曜 22:30 - 23:00           | AT-X         | 日本全域 | CS放送 / 字幕放送 / リピート放送あり |
| 2023年4月12日 - 6月28日 | 水曜 0:00 - 0:30（火曜深夜） | BS11         | 日本全域 | BS放送 / 『ANIME+』枠                |
| 2023年4月13日 - 6月29日 | 木曜 1:55 - 2:25（水曜深夜） | 北海道テレビ | 北海道   |                                      |

| 配信開始日    | 配信時間                           | 配信サイト |
| ------------- | ---------------------------------- | --- |
| 2023年4月11日 | 火曜 0:00 - 0:30（月曜深夜） 更新  | dアニメストア U-NEXT アニメ放題 |
| 2023年4月18日 | 火曜 0:00（月曜深夜） 以降順次配信 | ABEMA Amazon Prime Video バンダイチャンネル Disney+ DMM TV FOD Hulu J:COMオンデマンド メガパック Lemino マンガUP! milplus ムービーフルplus ニコニコ生放送 ニコニコチャンネル Rチャンネル スマートパスプレミアム TELASA クランクイン!ビデオ HAPPY!動画 ふらっと動画 |

| 放送期間                  | 放送時間                     | 放送局       | 対象地域 | 備考                  |
| ------------------------- | ---------------------------- | ------------ | -------- | --------------------- |
| 2023年10月10日 - 12月26日 | 火曜 0:00 - 0:30（月曜深夜） | TOKYO MX     | 東京都   |                       |
|                           |                              | BS11         | 日本全域 | BS放送 / 『ANIME+』枠 |
|                           | 火曜 0:30 - 1:00（月曜深夜） | サンテレビ   | 兵庫県   |                       |
|                           | 火曜 22:30 - 23:00           | AT-X         | 日本全域 | CS放送                |
| 2023年10月11日 - 12月27日 | 水曜 1:00 - 1:30（火曜深夜） | KBS京都      | 京都府   |                       |
| 2023年10月16日 - 12月27日 | 月曜 1:45 - 2:15（日曜深夜） | 北海道テレビ | 北海道   | 最終回は日時変更      |

| 配信開始日     | 配信時間                           | 配信サイト |
| -------------- | ---------------------------------- | --- |
| 2023年10月10日 | 火曜 0:00 - 0:30（月曜深夜） 更新  | dアニメストア U-NEXT アニメ放題 |
| 2023年10月17日 | 火曜 0:00（月曜深夜） 以降順次配信 | ABEMA Amazon Prime Video バンダイチャンネル Disney+ DMM TV FOD Hulu J:COMオンデマンド メガパック Lemino マンガUP! milplus ムービーフルplus ニコニコ生放送 ニコニコチャンネル Rチャンネル スマートパスプレミアム TELASA クランクイン!ビデオ HAPPY!動画 ふらっと動画 |

### BD
| 巻     | 発売日        | 収録話          | 規格品番     |
| ------ | ------------- | --------------- | ------------ |
| BOX    | 2023年9月20日 | 第1話 - 第12話  | KIZX-594/5/6 |
| BOX II | 2024年3月20日 | 第13話 - 第24話 | KIZX-597/8/9 |

### Webラジオ
四乃山ポルカ役の榊原優希によるWebラジオ『デッドマウントーク・デスプレイディオ』がアニメ放送期間中にKING AMUSEMENT CREATIVEのYouTube公式チャンネルにて配信されている。